# Афанасьев, Николай Леонидович
Николай Леонидович Афанасьев (21 ноября 1915 — 18 марта 1989) — советский актёр театра и кино, заслуженный артист РСФСР (1949).

## Биография
Николай Леонидович Афанасьев родился 21 ноября 1915 года.
Окончил Студию имени К. С. Станиславского.
С 1942 года — актёр Академического Малого театра.
Ушёл из жизни 18 марта 1989 года на 74-м году жизни. Похоронен на Ваганьковском кладбище в Москве.
Был женат на актрисе Малого театра Л. В. Юдиной.

## Творчество

### Роли в театре
- «Стакан воды» Скриб Э. — Мешем, Болингброк[1]
- «Мещане» М. Горького — Пётр
- «Дачники» М. Горького — Рюмин
- «Бесприданница» А. Н. Островского — Карандышев
- «Без вины виноватые» А. Н. Островского — Миловзоров
- «Евгения Гранде» по О. Бальзака — Шарль Гранде
- «Ревизор» Н. В. Гоголя — Хлестаков
- «Горе от ума» А. С. Грибоедова — Молчалин, Репетилов
- «Ярмарка тщеславия» по Теккерею — Джордж Осборн
- «Незрелая малина» Иржи Губача — Йозеф
- «За тех, кто в море» Б. А. Лавренёва — лейтенант Рекало
- «Дипломат» С. И. Алёшина — Мэйсон
- «Гроза» А. Н. Островского — Борис Григорьевич
- «Остров Афродиты» Алексиса Парниса — Дэви
- «Одиннадцатая заповедь» Ф. Шемберка — Воробский
- «Пигмалион» Бернарда Шоу — Фредди, Генри Хиггинс
- «Иван Грозный» А. К. Толстого — Магнус
- «Эмилия Галотти» Лессинга — граф Аппиани
- «Ванина Ванини» Стендаля — Пьетро Миссирилли
- «Доктор философии» Бранислава Нушича — Велимир Павлович

### Фильмография
- 1951 — Белинский — Михаил Юрьевич Лермонтов
- 1956 — На подмостках сцены — Ветренский
- 1957 — Стакан воды — Мешем
- 1958 — Сорока-воровка — Щепин
- 1968 — Карантин — Осадчий Иван Иванович, руководитель отдела в институте
- 1969 — Посол Советского Союза — сановник короля
- 1969 — Преступление и наказание — солидный чиновник
- 1969 — Чайковский — гость на приеме
- 1969 — Почтовый роман — судья
- 1974 — Перед заходом солнца — пастор Иммос
- 1974 — Хождение по мукам — Булавин
- 1976 — Признание — Нуланс
- 1979 — Мамуре — Ле-Жуа

## Награды
- Орден «Знак Почёта» (4 ноября 1974)
- Заслуженный артист РСФСР (26 октября 1949)